# 岩間よいこ
岩間 よいこ（いわま よいこ、本名：岩崎佳い子、1985年4月10日 - ）は、日本のYouTuber、元お笑いタレント。
愛知県名古屋市出身。南山大学中退。

## 来歴・人物
高校生のときにお笑いに目覚め、学生時代ははがき職人として活動する。大学は奨学金制度によって入学。大学生のときに『着信御礼!ケータイ大喜利』（NHK総合）で最優秀作品賞受賞、日本で二人目の「殿堂オオギリーガー」となる。その後、地元・名古屋で行われたお笑いオーディションでネタ見せをしたことをきっかけに、本気でお笑いをやろうと決心し、芸人をめざして大学を中退し上京、ワタナベコメディスクールに5期生として入学する。同スクール卒業とともに、同期生だったあんいーぶん、ガゼル、坂本しろう、サギタリウス、西村深村と一緒にワタナベエンターテインメントに所属となった。
デビュー以来ピン芸人として活動して来たが、2009年2月より稲垣浩太郎との男女コンビ『ダイナマイトキャッツ』のメンバーとして活動、主にツッコミ役を担当。ダイナマイトキャッツとして出場したキングオブコント2009では2回戦まで進出したが、2009年8月限りでダイナマイトキャッツは解散。この後、ワタナベコメディスクール同期生だった中村涼子（元・あんいーぶん）と『パルフェ』を結成、同年9月1日のライブ『ガールズガーデンフェスティバル2009』（東京都中野区・Studio twl）からパルフェとして活動を開始。
R-1ぐらんぷり2010では、準決勝まで進出。
2010年5月より、中野コメディエンヌのオープニングメンバーとして在籍。
2011年1月26日の「ミスアルプストークライブ 鯖折」を最後にパルフェ解散。その後は再びピンで活動。しかしその後、自分には競争を勝ち抜く力が無いと判断してお笑いの活動を実質的に停止する（ただし、R-1ぐらんぷりには2014年大会まで出場）。その後、料理が得意なことと、酒好きでそれに合うおつまみを考えていきたいなどと思ったことから、栄養学を勉強するために栄養士の学校に入学、入学から2年後の2014年に栄養士免許を取得。
2012年1月、作家の岩崎夏海と結婚。岩崎はワタナベコメディスクールの講師も務めており、この時に知り合ったという関係でもあった。現在は岩崎が経営する会社に勤務。
上記のように『着信御礼!ケータイ大喜利』でも活躍したほど、大喜利が得意。大喜利の答えからそのお題を解き出すという「逆大喜利」も得意としている。
2018年12月5日、第一子となる女児を出産。
2016年からYouTubeチャンネルで動画投稿を開始。源氏山楼運営のチャンネルで、主にスマートフォンやApple製品などの情報を発信しており、2022年6月に配信したWebラジオ内で、芸人時代から年収が400倍になったことを明かしている。

## 芸風
ピン芸人としての主な芸風はコント。その中の一つとして、影ナレーションのボケに対して本人がつっこむというもの。影ナレの声はあらかじめ録音した本人のもの。ツッコミのフレーズに工夫があるものが多い。ニュースキャスター、女性医師、携帯電話ショップの店員などの持ちキャラクターがあった。
この他には、周りで見かけた色々な人の物真似や、ラッパーに扮して、リズムに乗せてネタを演じるというもの、「クソいい話」がテーマのネタなどがあった。
ライブでは、自分のネタ以外ではあまり表情を変えないことが多かった。

## 出演番組
- エンタの天使（日本テレビ、第2回2008年2月6日）、キャッチフレーズは「困惑の深夜系キャスター」。
- あらびき団（TBSテレビ、2011年9月7日)
- 地元応援バラエティ このへん!!トラベラー（テレビ東京、2012年2月13日)
- 美人大喜利（シャテンTV、2012年8月4日-)毎月第1第3土曜日

## DVD
- R-1ぐらんぷり2010DVDオリジナルセレクション門外不出の爆笑ネタ集！

## 電子書籍
- 大喜利部(2012年2月25日-5月25日配信)